# Като Камбрези
Като Камбрези (фр. Le Cateau-Cambrésis) насеље је и општина у североисточној Француској у региону Север-Па д Кале, у департману Север која припада префектури Камбре.
По подацима из 2011. године у општини је живело 7049 становника, а густина насељености је износила 258,77 становника/km². Општина се простире на површини од 27,24 km². Налази се на средњој надморској висини од 96 метара (максималној 157 m, а минималној 84 m).

## Демографија
| 1962. | 1968. | 1975. | 1982. | 1990. | 1999. | 2011. |
| ----- | ----- | ----- | ----- | ----- | ----- | ----- |
| 9.055 | 9.114 | 8.804 | 8.256 | 7.703 | 7.460 | 7.049 |